# 巴伦山麓卢特
巴伦山麓卢特是德国下萨克森州的一个市镇。总面积33.32平方公里，总人口2290人，其中男性1100人，女性1190人（2011年12月31日），人口密度69人/平方公里。